# Hrabstwo Apache

Piramida wieku hrabstwa

Hrabstwo Apache – hrabstwo w USA w północnym wschodzie stanu Arizona. W roku 2010, liczba mieszkańców wyniosła 71 518. Stolicą jest St. Johns.

## Historia
Hrabstwo Apache powstało w 1879 roku. W 1880 roku pracował tutaj szeryf Commodore Perry Owens, legendarny rewolwerowiec. We wrześniu 1887 r. blisko Holbrook (dziś w hrabstwie Navajo) uczestniczył w jednej z najsłynniejszych strzelanin, w której zabił trzech ludzi i ranił czwartego.

## Geografia
Całkowita powierzchnia wynosi 29 056 km² z tego 35 km² (0,12%) stanowi woda.
Do atrakcji należą: Park Narodowy Petrified Forest, Canyon de Chelly National Monument oraz Rezerwat Indian Fort Apache i Rezerwat Indian Navajo.

### miejscowości
- St. Johns
- Eagar
- Springerville
- Window Rock

### CDP
- Alpine
- Burnside
- Chinle
- Concho
- Cornfields
- Cottonwood
- Del Muerto
- Dennehotso
- Fort Defiance
- Ganado
- Greer
- Houck
- Klagetoh
- Lukachukai
- Lupton
- Many Farms
- McNary
- Nazlini
- Nutrioso
- Oak Springs
- Rock Point
- Red Mesa
- Red Rock
- Rough Rock
- Round Rock
- St. Michaels
- Sanders
- Sawmill
- Sehili
- Steamboat
- Teec Nos Pos
- Toyei
- Tsaile
- Wide Ruins
- Vernon

### Sąsiednie hrabstwa
- Greenlee – południe
- Graham – południe
- Navajo – zachód
- Montezuma w Kolorado – północny wschód
- San Juan w Utah – północ
- San Juan w Nowym Meksyku – wschód
- McKinley w Nowym Meksyku – wschód
- Cibola w Nowym Meksyku – wschód
- Catron w Nowym Meksyku – wschód